# Barbara Walters
Barbara Walters (Boston, 25 de setembro de 1929 – Nova Iorque, 30 de dezembro de 2022) foi uma apresentadora de notícias da televisão estadunidense, conhecida por ser a primeira mulher a apresentar um telejornal na rede ABCNews, em 1976.
Antes, Barbara passou 15 anos na rede NBC no programa The Today Show, no qual começou como redatora e acabou desenvolvendo temas e escrevendo suas próprias matérias e entrevistas. Em 1974, a NBC escolheu-a para ser a primeira co-apresentadora do sexo feminino do programa.
Barbara Walters é conhecida pelos anos em que trabalhou no programa de notícias 20/20, junto com o apresentador Hugh Downs, desde 1979. Em 1999, ela se tornou a única apresentadora do telejornal. Depois foi apresentadora do programa de debate feminino The View, acumulando com a função de produtora executiva.
Ela seguiu as linhas do jornalismo de personalidade, especialidade de Edward R. Murrow e é famosa por suas entrevistas em profundidade: a entrevista que fez com Monica Lewinsky foi a que teve maior audiência da história da televisão nos EUA. Os críticos, entretanto, acusam Barbara Walters de realizar entrevistas exageradamente sentimentais.
Em novembro de 1977, a jornalista conseguiu uma entrevista conjunta com o presidente egípcio Anwar el-Sadat e o primeiro-ministro de Israel Menachem Begin. As suas entrevistas com chefes-de-estado incluem ainda Boris Ieltsin, Jiang Zemin, Margaret Thatcher, Fidel Castro, Indira Gandhi, Václav Havel, Muammar al-Gaddafi, Reza Pahlevi e o Rei Hussein da Jordânia. Entrevistou também personalidades como Michael Jackson, Angelina Jolie e Harrison Ford.
Desde 1993, a jornalista apresentou a série Ten Most Fascinating People, programas dedicados a repassar os personagens mais relevantes do ano, além da Barbara Walters Specials, que obteve altos índices de audiência.
Walters anunciou em 12 de maio de 2013 sua aposentadoria do jornalismo a partir de maio de 2014, sendo que fez o anúncio oficial no dia seguinte no programa "The View": "Sinto-me muito feliz com a minha decisão", afirmou Walters na página eletrónica da ABC, acrescentando "estar ainda mais feliz" pela continuação do programa "The View".
Walters morreu no dia 30 de dezembro de 2022, aos 93 anos de idade, na cidade de Nova Iorque.